# Домілсон Кордейро дос Сантос
Домілсон Кордейро дос Сантос (порт. Domilson Cordeiro dos Santos), більш відомий як Додо (порт. Dodô, нар. 17 листопада 1998) — бразильський футболіст, правий фланговий захисник італійської «Фіорентіни». Грав за молодіжну збірну Бразилії.

## Клубна кар'єра
Вихованець клубу «Корітіба». 15 травня 2016 року у матчі проти «Крузейро» він дебютував у бразильській Серії A. 2017 року виграв з командою чемпіонат штату Парана.
8 грудня 2017 року було оголошено про перехід гравця до лав донецького «Шахтаря», де він розглядався у якості заміни багаторічному капітану команди Даріо Срні, дискваліфікованому через допінговий скандал. Суму трансферу було оцінено у 2—3 мільйони євро. 7 квітня 2018 року у матчі проти «Вереса» він дебютував в УПЛ. 
Літом того ж року Додо на правах оренди перейшов до португальської «Віторії». 10 серпня у грі проти столичної «Бенфіки» зіграв перший матч за нову команду. Літом 2019-го повернувся до донецького «Шахтаря», за який в подальшому провів 97 ігор і забив 5 голів у всіх турнірах.
22 липня 2022 року підписав контракт на 5 років із «Фіорентиною». За трансфер бразильця «Шахтар» отримав 14,5 мільойна євро, а також можливі бонуси в розмірі 3,5 мільйона євро. 14 серпня у домашній зустрічі проти «Кремонезе» дебютував в італійській Серії А, замінивши на 71-й хвилині Марко Бенассі. 

## Виступи за збірні
2015 року виступав у складі юнацької збірної Бразилії, взявши участь у юнацькому чемпіонаті світу в Чилі. На турнірі зіграв у матчах проти команд Гвінеї та Нігерії, а його збірна дійшла до чвертьфіналу
З 2016 року став залучатись до складу молодіжної збірної Бразилії і 2017 року у її складі взяв участь у молодіжному чемпіонаті Південної Америки у Еквадорі. На турнірі він зіграв у матчах проти команд Чилі, Парагваю, Аргентини, Венесуели, Уругваю і двічі Еквадору та Колумбії. В підсумку бразильська збірна стала лише п'ятою і не кваліфікувалась на молодіжний чемпіонат світу.

## Статистика виступів
Станом на 21 липня 2022 року
| Команда              | Сезон                | Чемпіонат            | Чемпіонат | Чемпіонат | Кубок країни | Кубок країни | Кубок країни | Континентальні кубки | Континентальні кубки | Континентальні кубки | Інші змагання | Інші змагання | Інші змагання | Усього | Усього |
| Команда              | Сезон                | Ліга                 | Ігор      | Голів     | Ліга         | Ігор         | Голів        | Ліга                 | Ігор                 | Голів                | Ліга          | Ігор          | Голів         | Ігор   | Голів  |
| -------------------- | -------------------- | -------------------- | --------- | --------- | ------------ | ------------ | ------------ | -------------------- | -------------------- | -------------------- | ------------- | ------------- | ------------- | ------ | ------ |
| «Корітіба»           | 2016                 | СА                   | 26        | 0         | КБ           | 2            | 0            | КС                   | 2                    | 0                    | ПЛ            | 1             | 0             | 31     | 0      |
| «Корітіба»           | 2017                 | СА+ЛП                | 19+4      | 0         | КБ           | 0            | 0            | —                    | —                    | —                    | —             | —             | —             | 23     | 0      |
| Всього за «Корітібу» | Всього за «Корітібу» | Всього за «Корітібу» | 49        | 0         | —            | 2            | 0            | —                    | 2                    | 0                    | —             | 1             | 0             | 54     | 0      |
| «Шахтар»             | 2017/2018            | УПЛ                  | 2         | 0         | КУ           | 1            | 0            | ЛЧ                   | 0                    | 0                    | СКУ           | 0             | 0             | 3      | 0      |
| «Шахтар»             | 2019/2020            | УПЛ                  | 23        | 1         | КУ           | 1            | 0            | ЛЧ+ЛЄ                | 5+5                  | 1+1                  | СКУ           | 0             | 0             | 34     | 3      |
| «Шахтар»             | 2020/2021            | УПЛ                  | 23        | 2         | КУ           | 0            | 0            | ЛЧ+ЛЄ                | 6+4                  | 0                    | СКУ           | 1             | 0             | 34     | 2      |
| «Шахтар»             | 2021/2022            | УПЛ                  | 14        | 0         | КУ           | 1            | 0            | ЛЧ                   | 10                   | 0                    | СКУ           | 1             | 0             | 26     | 0      |
| Всього за «Шахтар»   | Всього за «Шахтар»   | Всього за «Шахтар»   | 62        | 3         | —            | 3            | 0            | —                    | 30                   | 2                    | —             | 2             | 0             | 97     | 5      |
| «Віторія»            | 2018/2019            | ПЛ                   | 9         | 1         | КП+КПЛ       | 1+1          | 1+0          | —                    | —                    | —                    | —             | —             | —             | 11     | 2      |
| Всього за кар'єру    | Всього за кар'єру    | Всього за кар'єру    | 120       | 4         | —            | 7            | 1            | —                    | 32                   | 2                    | —             | 3             | 0             | 162    | 7      |

## Досягнення
«Корітіба»
- Чемпіон штату Парана: 2017

 «Шахтар»
- Чемпіон України (2): 2017/18, 2019/20
- Володар Кубка України (1): 2017/18
- Володар Суперкубка України (1): 2021